# Mario Frangoulis

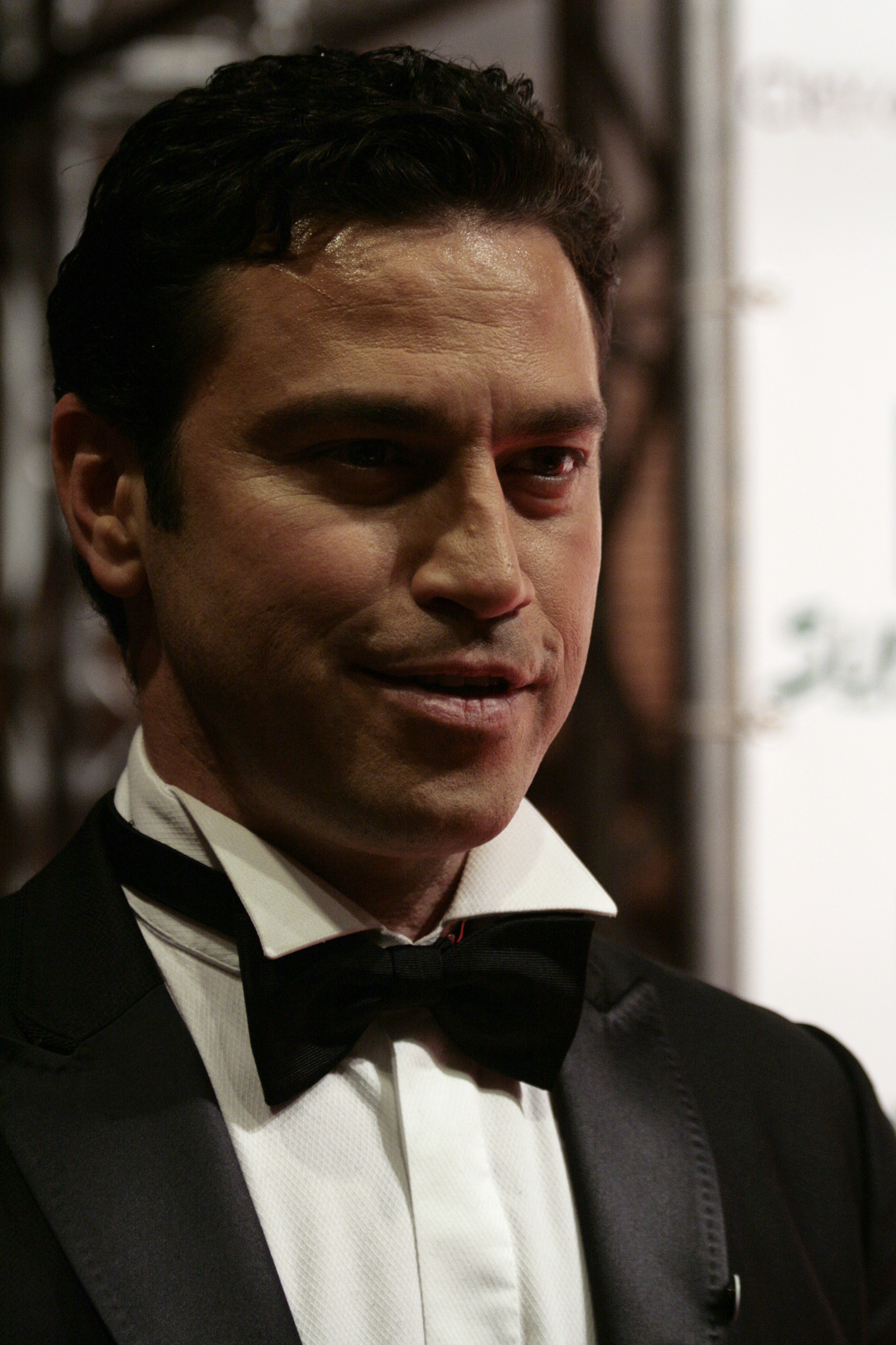
Mario Frangoulis (2009)

Marios oder Mario Frangoulis (griechisch Μάριος Φραγκούλης, * 18. Dezember 1966 in Südrhodesien, heute Simbabwe) ist ein griechischer Tenor.

## Jugend und Ausbildung
Im Alter von vier Jahren gaben ihn seine griechischen Eltern wegen der gefährlichen politischen Situation in die Obhut seiner Tante Loula nach Athen. Er begann mit fünf Jahren Geige zu spielen und zeigte schon früh Freude an Gesang und Musik. Er absolvierte ein Violinstudium am Athener Konservatorium, wo er 1984 sein Abschlussdiplom erhielt.
1985 ging Frangoulis nach London und begann eine Schauspielausbildung an der Guildhall School of Music and Drama, die er 1988 mit einem Diplom abschloss.
Später ging er mit dem Stipendium der Alexander-Onassis-Stiftung nach New York, studierte an der New Yorker Juilliard School bei Marilyn Horne und erhielt dort das Diplom im klassischen Gesang.
Er gewann 1989 den Maria-Callas-Preis und die Onassis-Scholarship und konnte somit für sechs Monate bei Carlo Bergonzi in Busseto studieren. In Rom erhielt er ein Angebot von Alfredo Kraus und wurde der einzige Privatschüler des bekannten spanischen Tenors. 1994 gewann er den Internationalen "Luciano Pavarotti"-Preis.

## Rollen und Auftritte
In der Londoner Zeit spielte er den Puck in Shakespeares Sommernachtstraum und am West-End die Rolle des Marius in Les Misérables.
Im Anschluss spielte er die Rolle des Tony in der West Side Story an der Mailänder Scala.
Ferner war Mario Frangoulis in diversen Filmen, im Fernsehen, in verschiedenen Konzerten und in epischen Darstellungen griechischer Tragödien zu sehen.
1991 wurde Frangoulis von Andrew Lloyd Webber eingeladen, die Rolle des Raoul im Phantom der Oper zu übernehmen. Er sang auch den Isaak in Joseph and the Amazing Technicolor Dreamcoat. Er spielte Lun Tha in The King and I, den Jonathan in Nosferatu The Vampire, Danny Zouko in Grease, Billy Chacker in Happy End, Dionysus in den Bacchae, Achilles in Achilleis, Alfred Drake aus Kiss me Kate im Film De-Lovely und sang mit Lara Fabian So in Love.
Wegen der Erkrankung seiner Ersatzmutter Loula kehrte er nach Griechenland zurück. Dort begann er eine Karriere als Solosänger mit einem umfassenden Repertoire der berühmten griechischen Komponisten Manos Hadjidakis, Mikis Theodorakis, Giannis Markopoulos und anderer Komponisten wie Nicola Piovani, Cole Porter, Francesco Paolo Tosti.
Seine internationale Karriere setzte er 1999 durch einen Vertrag mit Sony Classical New York fort. Zur gleichen Zeit wurde sein erstes Album Fengari Erotevmeno mit dreifach Platin ausgezeichnet. 2000 veröffentlichte Mario Frangoulis die CD Das Akropolis Konzert. Es enthält Aufnahmen aus seinem Konzert mit Deborah Myers. 2002 erschien sein erstes internationales Album Sometimes I Dream und 2004 sein Album Follow your Heart.
Es folgten Aufnahmen mit Giorgos Dalaras, die Alben: O Kipos ton evchon (Der Garten der Wünsche), 2006 Music of the Night, 2007 Amor Oscuro und Passione (ein Tribut an Mario Lanza). 2008 erschien sein Doppelalbum: mario&friends „what a wonderful world“, mit Ausschnitten aus seinem internationalen Musikfestival in Athen. Für seine beiden letzten Alben erhielt er ebenfalls den Platin-Preis.
Mario Frangoulis sang auf der Eröffnungsfeier der Olympischen Spiele 2004 in Athen.
Er ist Gründer des Athens Arena International Music Festival, das im Jahr 2008 anlässlich seines 20-jährigen Bühnenjubiläums initiiert wurde. Das griechische Fernsehen widmete ihm zwei Sendungen.
Am 19. September 2008 gab er ein Konzert in der Royal Albert Hall London mit Gästen wie Lara Fabian, Justin Hayward, Steve Balsamo, George Perris und Anthony Inglis, unterstützt vom London Symphony Orchestra vor 6000 Menschen, die ihm begeisterte Ovationen und Kritiken einbrachten. Ende 2008 trat Frangoulis mit Sarah Brightman in 28 Konzerten in den USA und Kanada auf. Sie sangen Duette aus Phantom of the Opera und Canto della Terra; ein weiteres neues Duett Carpe Diem wurde auf der CD Wintersymphonie von Sarah Brightman (Limited Version) veröffentlicht.
2009 trat er zu Füßen der Akropolis beim Earth-Hour-Event als einziger Künstler live in Athen auf, es erschien auch das zweite Album mario& friends „It Makes The World Go Around“. 2009 sang Mario Frangoulis den Titelsong Voyage to the Horizon bei der Eröffnungsfeier der Spiele der kleinen Staaten von Europa 2009 in Nikosia, Zypern, und im selben Jahr trat er bei den Women’s World Awards in Wien auf.
Mario Frangoulis wurde zum Ambassador of Peace der WCCI (World Centers of Compassion for Children International) ernannt, er unterstützt damit die Arbeit der Friedensnobelpreisträgerin Betty Williams.
Das 2010 veröffentlichte Album Seasons of Love zeigt seine langjährige Verbundenheit und Zusammenarbeit mit dem griechischen Komponisten Manos Hadjidakis auf.
Anfang April 2010 gaben Mario Frangoulis und George Perris ein Konzert in Kiew mit dem Nationalen Orchester von Kiew in der Conservatory Hall, etwas später ein weiteres Konzert in Sankt Petersburg. Im Juli 2010 übernahm er die Titelrolle des Prometheus im antiken Asklepios Theater in Pergamon, Türkei.
Gemeinsam mit Steve Wood arbeitete Mario Frangoulis an seiner internationalen CD "Beautiful things", woran sich international bekannte Künstler unter anderem Vanessa Williams und Vittorio Grigolo, aber auch die griechische Sängerin Alkistis Protopsalti beteiligten und die 2011 erschien.
Im Winter 2010/11 stand er sieben Wochen lang allabendlich mit Alkistis Protopsalti in einer musikalischen Show auf der Bühne des Pallas Theaters Athen.
2016 veröffentlichte Frangoulis das Album "Kivotos" (Arche), wo er bekannte griechische Songs gemeinsam mit Giorgos Perris interpretiert.

## Diskografie

### Alben
- 1998: Iera Odos
- 1999: Fengari Erotevmeno
- 2000: Akropolis
- 2002: Sometimes I Dream
- 2003: Enas Chartinos Ilios
- 2004: Follow Your Heart (GR: Gold)[1]
- 2005: O Kipos Ton Evchon / The Garden of Hope
- 2007: Passione
- 2007: Skotinos erotas / Amor Oscuro / Federico Garica Lorca
- 2007: Music of the Night
- 2008: Mario & Friends / ... What a Wonderful World
- 2009: Mario & Friends 2 ... It Makes the World Go Around
- 2010: Seasons of Love
- 2010: Seasons of Love 2
- 2010: ΒΙΒΛΙΟΠΩΛΕΙΟ ΜΙΕΤ / ΤΣΙΜΙΣΚΗ 11 / ΘΕΣΣΑΛΟΝΙΚΗ
- 2010: Mario My best of Frangoulis
- 2011: Beautiful things
- 2015: Kivotos
- 2019: Γαλάζια Λίμνη / Turquoise Waters (GR Platz 1)

### Singles
- Enas Hartinos Illios

### Videoalben
- 2002: Mario Frangoulis - Sometimes I Dream
- 2005: Mario Frangoulis - Follow Your Heart